# 若望十二世
教宗若望十二世（拉丁語：Ioannes PP. XII；937年—964年5月14日）本名奧塔維亞諾（Ottaviano），於955年12月16日至964年5月14日出任教宗。他於十八歲便即位，至今为止仍是有史以來最年輕的教宗。
为了抵御当时的意大利国王对教宗国的染指，若望十二世向当时的东法兰克国王求助。为了得到援助，他向当时的东法兰克国王奥托一世许愿，只要能帮助他抵抗意大利国王，他可以将罗马帝国皇帝的头衔授予给奥托。
962年2月2日，若望十二世將奥托一世加冕为罗马帝国皇帝。
可是双方的蜜月期并不长。不久若望十二世觉得奥托给他的威胁更大。于是若望十二世乘着奥托离开教廷攻打意大利的时候派出使者拜访拜占庭帝国以期建立关系对抗奥托。但是这一行为被奥托一世发现。
若望十二世作为教宗并没有遵從守贞这一戒律。相反，他的性生活非常丰富。不但和寡妇有染，甚至和自己父亲的情妇以及自己的侄女都有关系。

## 譯名列表
- 若望十二世：天主教香港教區禮儀委員會：禧年專頁 （页面存档备份，存于）、香港天主教教區檔案　歷任教宗、《大英簡明百科知識庫》2005年版、國立編譯舘作若望。
- 约翰十二世：《世界人名翻譯大辭典》1993年版作約翰。